# Buncrana
Buncrana (irsk: Bun Cranncha) er en irsk by i County Donegal i provinsen Ulster, i den nordlige del af Republikken Irland med en befolkning (inkl. opland) på 5.911 indbyggere i 2006 (5.271 i 2002) 